# Buddy Stewart
Buddy Stewart (Derry, 1922 – Új-Mexikó, 1950. február 1.) amerikai dzsesszénekes.

## Pályakép
Buddy Stewart pályafutását zenekari énekesként kezdte. Egy jól ismert vaudeville táncegyüttesben lépett fel. Jerry Livingstone zenekarának tagja lett. 1941 májusára csatlakozott Bobby Day zenekarához, ahol együtt énekelt Martha Wayne-nel, akivel aztán össze is házasodott.
1942-44 között az Egyesült Államok hadseregében szolgált, attán Gene Krupa zenekarában énekelt, gyakran Anita O'Day és Carolyn Grey mellett. 1947-ben a Charlie Ventura zenekarával készített felvételeket. 1949-ben a Charlie Barnet zenekarával szerepelt.
Az 1940-es évek közepén elkezdte foglalkoztatni a hangja hangszerként való használata. Néhány évet scat technikájának kifejlesztésével töltött, ílymódon a progresszív dzsesszéneklés egyik jelentős arcává vált. Korai halála megakadályozta várhatóan ragyogó karrierjét. 1950 februárjában életét vesztette Új-Mexikóban egy közlekedési balesetben, amikor átutazta az országot, hogy családjával lehessen.
Kiderült, hogy felesége és fia nincstelen, nem tudták kifizetni a temetését sem. A  Down Beat magazin segítségért fordult olvasóihoz. Charlie Ventura, Charlie Parker, Dizzy Gillespie, Lester Young, Gene Williams, Stan Getz, Fran Warren, Ella Fitzgerald, Harry Belafonte, Dick Hyman, Oscar Pettiford (és mások) hat óra hosszat zenéltek, ezzel „összekalapozták” a temetés költségeit.